# 180-й меридіан
180-й меридіан або антимеридіан — лінія довготи, що лежить на 180 градусів західніше або східніше Гринвіцького меридіана. Вона проходить від Північного полюса через Північний Льодовитий океан, Азію, Тихий океан, Південний океан та Антарктиду до Південного полюса.

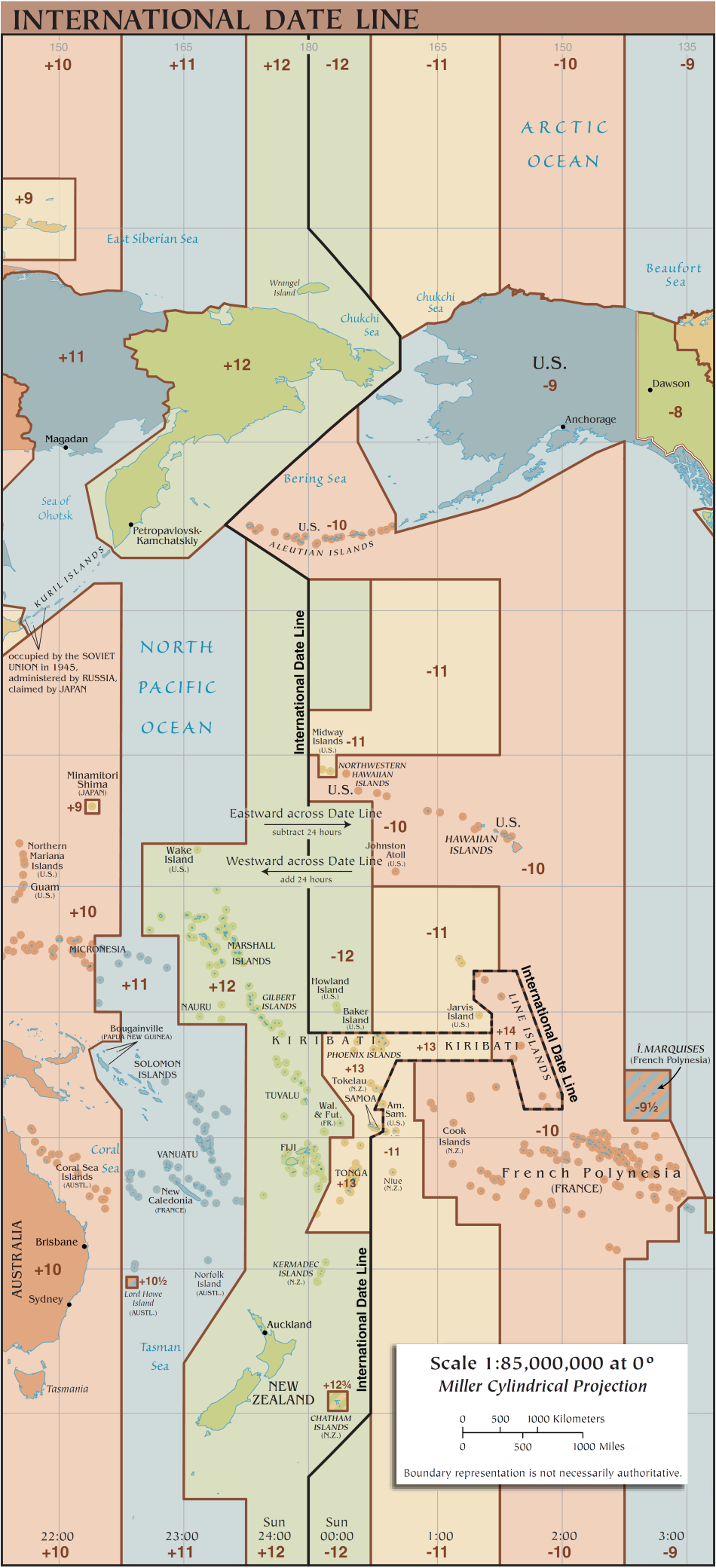
180-й меридіан, навколо якого зигзагом проходить Міжнародна лінія зміни дат

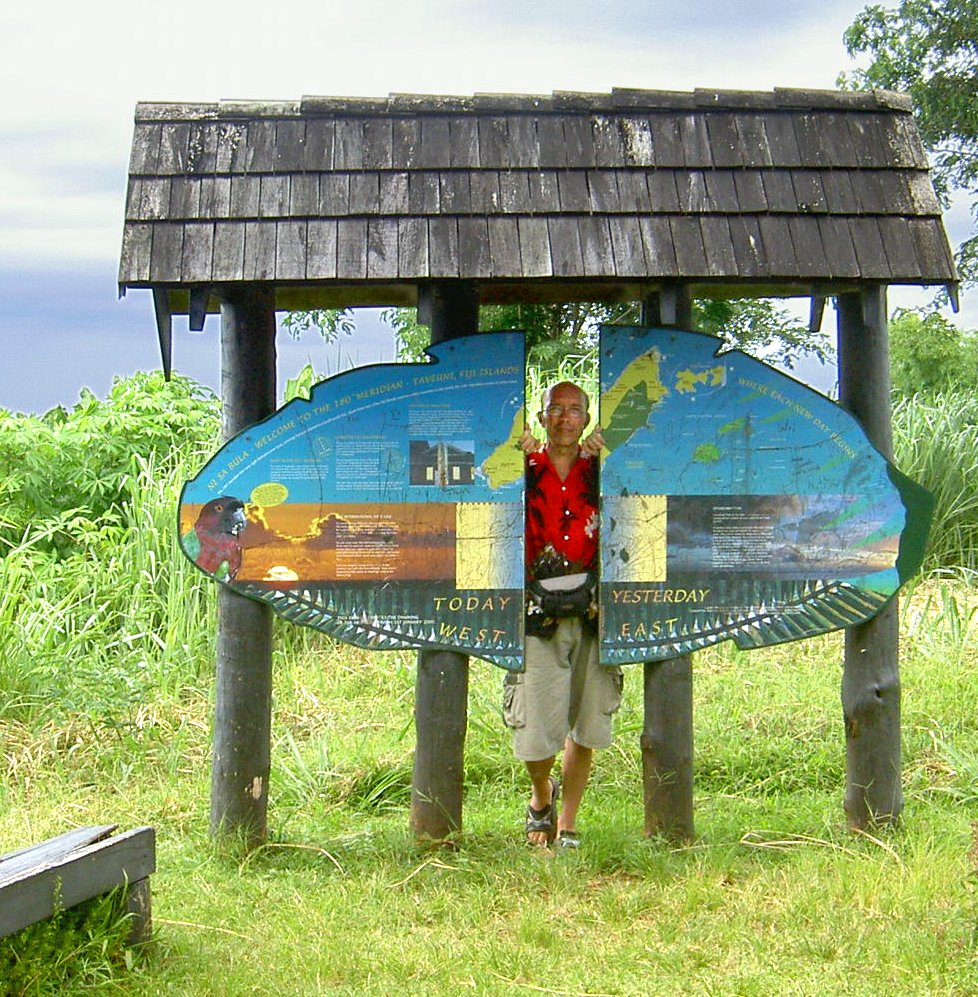
Пам'ятний знак на острові Тавеуні (Фіджі). Чоловік повернутий обличчям на південь.

180-й меридіан формує велике коло разом із Гринвіцьким меридіаном, яке розділяє планету на Західну та Східну півкулі. Він використовується яу основа для Міжнародної лінії зміни дат, оскільки майже на всій своїй протяжності проходить через нейтральні води Тихого океану, за винятком кількох ділянок суходолу, що належать Росії і Фіджі, а також Антарктиді. Там, де 180-й меридіан все ж проходить через заселені території, лінія зміни дат зсувається.

## Список географічних об'єктів, що перетинає 180-й меридіан
Починаючи на Північному полюсі та рухаючись до Південного полюса, 180-й меридіан проходить через:
| Координати                                                   | Країна, територія або море | Примітки |
| ------------------------------------------------------------ | -------------------------- | --- |
| 90°0′ пн. ш. 180°0′ сх. д. / 90.000° пн. ш. 180.000° сх. д.  | Північний Льодовитий океан | |
| 71°32′ пн. ш. 180°0′ сх. д. / 71.533° пн. ш. 180.000° сх. д. | Росія                      | Проходить через острів Врангеля |
| 70°58′ пн. ш. 180°0′ сх. д. / 70.967° пн. ш. 180.000° сх. д. | Чукотське море             | |
| 68°59′ пн. ш. 180°0′ сх. д. / 68.983° пн. ш. 180.000° сх. д. | Росія                      | |
| 65°02′ пн. ш. 180°0′ сх. д. / 65.033° пн. ш. 180.000° сх. д. | Берингове море             | |
| 52°0′ пн. ш. 180°0′ сх. д. / 52.000° пн. ш. 180.000° сх. д.  | Протока Амчітка[en]        | Проходить східніше острова Семисопочний, Аляска, США                                                                                  |
| 51°0′ пн. ш. 180°0′ сх. д. / 51.000° пн. ш. 180.000° сх. д.  | Тихий океан                | Проходить східніше атола Нукулаелае, Тувалу Проходить західніше острова Цікобія-і-Лау[en], Фіджі                                      |
| 16°9′ пд. ш. 180°0′ сх. д. / 16.150° пд. ш. 180.000° сх. д.  | Фіджі                      | Проходить через острови Вануа-Леву, Рабі[en] і Тавеуні[en]                                                                            |
| 16°59′ пд. ш. 180°0′ сх. д. / 16.983° пд. ш. 180.000° сх. д. | Тихий океан                | Проходить східніше острова Моала[en], Фіджі Проходить західніше острова Тотоя[en], Фіджі Проходить східніше острова матуку[en], Фіджі |
| 60°0′ пд. ш. 180°0′ сх. д. / 60.000° пд. ш. 180.000° сх. д.  | Південний океан            | |
| 78°13′ пд. ш. 180°0′ сх. д. / 78.217° пд. ш. 180.000° сх. д. | Антарктида                 | Проходить через Територію Росса (претендує Нова Зеландія)                                                                             |
Меридіан також проходить неподалік (але не дуже близько):
- Алеутських островів (США)
- островів Гілберта та Фенікс (Кірибаті)
- Північного острова та островів Кермадек (Нова Зеландія)
- острівів Баунті та Чатем (Нова Зеландія)